# Meikyō
Meikyō (jap. 明鏡, klarer Spiegel) ist eine Kata aus dem Shōtōkan-Karate. Der ursprüngliche Name der Meikyō war Rohai; unter diesem Namen wird die ältere Variante der Kata heute noch im Wado-Ryū geübt. 

## Name
Der Name stammt vermutlich von der einleitenden Bewegung, bei welcher der Kämpfer beide Handflächen nach oben vor sein Gesicht hält, als würde er in einen Spiegel sehen. Ähnlich wie in der Kanku-Dai könnte die erste Technik also als eine symbolische verstanden werden, die der Kata den Namen gibt. 
Die Kata nimmt bei der Aufzählung der zum Stil Shōtōkan gehörigen Kata meist den letzten Platz ein, was ihren hohen Anspruch verdeutlicht. Als Interpretation des Namens wird sehr oft „Spiegel der Seele“ angegeben, der Kämpfer soll also in der Übung sich selbst erkennen.
Zusätzlich liegt der Kata ein spiegelbildlich aufgebauter Ablauf (spiegelbildliches Embusen) zugrunde, was jedoch auch in anderen Kata vorkommt.

## Sonnenverehrung
Eine andere Beziehung könnte man zu den kaiserlichen Insignien Japans ziehen. Eines der drei Insignien ist der Spiegel „Yata no kagami“, der sich im Schrein von Ise befinden soll. Mit ihm soll die Sonnengöttin Amaterasu aus ihrem Versteck hervorgelockt worden sein und so das Licht wieder in die Welt gebracht haben.
Gestützt wird diese Interpretation durch eine Aussage von Nakayama Masatoshi, dessen Lieblingskata Meikyō war. Er soll einmal gesagt haben (s. The Martial Arts von Michel Random), die Kata Meikyō habe große Ähnlichkeit zu einem Volkstanz, der ebenfalls dazu dient, die Göttin Amaterasu hervorzulocken.

## Wurzeln und Varianten
Die Ursprungskata Rohai stammt von Okinawa und es gibt von ihr vier verschiedene Ausprägungen: Einerseits die sogenannte Matsumura no Rohai und andererseits die Reihen Rohai Shodan, Rohai Nidan und Rohai Sandan, die von Itosu Yasutsune praktiziert wurden. Die Ähnlichkeiten legen heute nahe, dass Meikyō aus Itosus Rohai hervorging. Die Beschreibungen der Kata, wie sie von Nakayama und Kanazawa in ihrer jeweiligen Literatur gegeben werden, widersprechen sich in einigen Details und es werden daher unterschiedliche Varianten gelehrt.